# 东大闫墓群
东大闫墓群，位于山西省晋中市平遥县洪善镇东大闫村，是中华人民共和国山西省文物保护单位之一。
2004年6月10日，授予山西省文物保护单位，是一座古墓葬。